# E101 (additif)
Pour les articles homonymes, voir E101.
L'additif alimentaire E101 est un colorant alimentaire de couleur jaune, qui existe sous trois formes :
- E101(i) correspond à la riboflavine (ou vitamine B2) obtenue par synthèse chimique,
- E101(ii) est de la riboflavine 5'-phosphate sodique, obtenue par phosphorylation de la riboflavine,
- E101(iii) correspond à de la riboflavine obtenue par fermentation bactérienne, à l'aide de Bacillus subtilis